# 安徽省当涂第一中学
安徽省當塗第一中學，简称当涂一中，是中國安徽省馬鞍山市當塗縣的一所公立全日制高級中學，於1906年建校。学校前身是創辦於1730年的翠螺書院。2003年被认定為安徽省示範高中。

## 學校歷史
1730年，翠螺書院建成，是為安徽省當塗第一中學的前身。1901年9月14日，光緒皇帝實施新政，通告各省：「凡書院中屬省城者改為大學堂，屬各府者改為中學堂，屬各縣者改為小學堂」。清光绪三十一年（1905年），太平府知府汪麟昌奉令就翠螺书院迁移后的旧址（在今当涂县农机厂附近）设立太平府中学堂。经过一年的扩建，增设东西楼房十间及前期筹备，1906年，翠螺書院遂改名「太平府中學堂」。学堂开设修身、讲经、国文、英文、算术、舆地、博物、理化、图画、音乐、手工、体操、历史计十三门。学制五年，第一届学生提前一年于宣统二年（1910年）毕业。1914年，學堂停辦。1920年（民国九年）安徽省教育厅就当涂县城内东十字街太平府中学堂旧址（现八六医院大门东南侧）创设安徽省立第八师范，其後經歷多次易名，1979年定名為安徽省當塗第一中學，沿用至今。

## 学校荣誉称号
我校是安徽省著名的省级示范高中。自2022年来，荣获教育部、中央军委政治工作部授予的“全国国防教育示范学校”称号，团中央授予的“小平科技创新实验室”称号，“清华大学2022年生源中学”称号等。

## 教育水平
该校学生于各项竞赛中及比赛活动中取得若干奖项，例如全国以及华东政治论文奖各一人次，华东化学竞赛奖一人次，省级奖15人次等。
1.2020年高考：理科傅冲同学（姑溪初中）录取清华大学，另有多名同学录取中国科学技术大学等国内著名双一流高校，理科一本达线率61.6%。
2.2021年高考：理科钱茂同学（石桥中学）以全省前十名的优异成绩录取北京大学，另有多名同学录取北京航空航天大学等国内著名双一流高校，理科本科达线率86.2%。
3.2022年高考：理科黄秋实同学（姑溪初中）以全市第一的优异成绩录取清华大学，另有多名同学录取国内著名双一流高校，本科达线率创近年新高。

## 知名校友
- 徐大懋：中国工程院院士。
- 吴泰昌：中国文学评论家、编辑家。
- 潘时龙：“万人计划”科技创新领军人才。
- 唐功楷：美国前国会高级顾问。